# Lycaeides saturior
Lycaeides saturior är en fjärilsart som beskrevs av Ruggero Verity 1927. Lycaeides saturior ingår i släktet Lycaeides och familjen juvelvingar. Inga underarter finns listade i Catalogue of Life.